# Domena królewska we Francji

Królestwo Francji w czasach Hugona Kapeta - domena królewska zaznaczona kolorem niebieskim

Królestwo Francji w 1477 r. - domena królewska zaznaczona kolorem jasnoniebieskim

Domena królewska (domaine royal) – zespół królewskich gruntów, nieruchomości i praw bezpośrednio przynależnych królowi Francji. Przed panowaniem Henryka IV domena królewska nie obejmowała całości terytorium Królestwa Francji i przez większość średniowiecza znaczne części królestwa były dobrami innych feudałów.
We Francji król był  dysponentem domeny królewskiej - a zatem wszystkich królewskich dróg, rzek i wszystkich terenów, które nie zostały drogą nadań przekazane innym osobom. Z domeny królewskiej wyznaczano domenę króla, czyli część, z której dochód przeznaczony jest na utrzymanie króla i dworu. Nie była to jednak prywatna własność władcy.
W momencie objęcia tronu przez Hugona Kapeta obszar domeny był bardzo ograniczony pod względem terytorialnym. Były to przede wszystkim Île-de-France i Orlean oraz kilka izolowanych obszarów, takich jak dominium Attigny.
Na przełomie X i XI w. pierwsi Kapetyngowie pod względem posiadanego terytorium nie przewyższali innych wielkich feudałów Francji. Powoli jednak, poprzez użycie feudalnego prawa (w szczególności konfiskaty lenn zbuntowanych wasali), umiejętne kojarzenie małżeństw, podboje, spadki oraz zakupy, królom Francji udało się zwiększyć królewską domenę, która w XVI wieku objęła prawie całe królestwo. Jednak średniowieczny system apanaży powodował wydzielanie dużych obszarów z królewskiej domeny. Wprawdzie po wygaśnięciu młodszej linii dynastii panującej apanaże powracały do domeny, ale na bazie domeny mógł także wyrosnąć groźny rywal dla króla Francji (np. Księstwo Burgundii w XIV-XV w.).